# Phoradendron microps
Phoradendron microps är en sandelträdsväxtart som beskrevs av C.T. Rizzini. Phoradendron microps ingår i släktet Phoradendron och familjen sandelträdsväxter. Inga underarter finns listade i Catalogue of Life.